# 834 Burnhamia
834 Burnhamia este un asteroid din centura principală, descoperit pe 20 septembrie 1916, de Max Wolf.